# Ezkurra
Ezkurra è un comune spagnolo di 204 abitanti situato nella comunità autonoma della Navarra.